# Lijst van Franse ministers van Sociale Zaken
Dit is een lijst van Franse ministers van Sociale Zaken in de Franse regering.

## Ministers van Sociale Zaken (1966–heden)
| Minister van Sociale Zaken             | Minister van Sociale Zaken   | Minister van Sociale Zaken        | Ambtstermijn               | Ambtstermijn     | Partij(en)     | Premier(s)                            | Kabinet(en)                                                  | Overige functie(s)                                |
| -------------------------------------- | ---------------------------- | --------------------------------- | -------------------------- | ---------------- | -------------- | ------------------------------------- | ------------------------------------------------------------ | ------------------------------------------------- |
|                                        | Jean-Marcel Jeanneney        | Jean-Marcel Jeanneney (1910–2010) | 8 januari 1966             | 10 juli 1968     | UNR (1966–67)  | Georges Pompidou (1962–1968)          | Pompidou III                                                 | Minister van Arbeid en Werkgelegenheid            |
| UDR (1967–68)                          | Jean-Marcel Jeanneney        | Jean-Marcel Jeanneney (1910–2010) | 8 januari 1966             | 10 juli 1968     | Pompidou IV    | Georges Pompidou (1962–1968)          |                                                              | Minister van Arbeid en Werkgelegenheid            |
|                                        | Maurice Schumann             | Maurice Schumann (1911–1998)      | 10 juli 1968               | 20 juni 1969     | UDR            | Maurice Couve de Murville (1968–1969) | Couve de Murville                                            | Minister van Staat                                |
| Minister van Arbeid en Werkgelegenheid | Maurice Schumann             | Maurice Schumann (1911–1998)      | 10 juli 1968               | 20 juni 1969     | UDR            | Maurice Couve de Murville (1968–1969) | Couve de Murville                                            |                                                   |
|                                        | Robert Boulin                | Robert Boulin (1920–1979)         | 20 juni 1969               | 6 juli 1972      | UDR            | Jacques Chaban- Delmas (1969–1972)    | Chaban- Delmas                                               | Minister van Volksgezondheid                      |
|                                        | Edgar Faure                  | Edgar Faure (1909–1988)           | 6 juli 1972                | 5 april 1973     | UDR            | Pierre Messmer (1972–1974)            | Messmer I                                                    | Minister van Staat                                |
| Minister van Arbeid en Werkgelegenheid | Edgar Faure                  | Edgar Faure (1909–1988)           | 6 juli 1972                | 5 april 1973     | UDR            | Pierre Messmer (1972–1974)            | Messmer I                                                    |                                                   |
|                                        | Michel Poniatowski           | Michel Poniatowski (1922–2002)    | 5 april 1973               | 27 mei 1974      | RI             | Pierre Messmer (1972–1974)            | Messmer II                                                   | Minister van Volksgezondheid                      |
| Messmer III                            | Michel Poniatowski           | Michel Poniatowski (1922–2002)    | 5 april 1973               | 27 mei 1974      | RI             | Pierre Messmer (1972–1974)            |                                                              | Minister van Volksgezondheid                      |
| Minister van Levenskwaliteit           | Minister van Levenskwaliteit | Minister van Levenskwaliteit      | Ambtstermijn               | Ambtstermijn     | Partij(en)     | Premier(s)                            | Kabinet(en)                                                  | Overige functie(s)                                |
|                                        |                              | André Jarrot (1909–2000)          | 27 mei 1974                | 12 januari 1976  | UDR            | Jacques Chirac (1974–1976)            | Chirac I                                                     |                                                   |
|                                        |                              | André Fosset (1918–2001)          | 12 januari 1976            | 26 augustus 1976 | UDR            | Jacques Chirac (1974–1976)            | Chirac I                                                     |                                                   |
|                                        |                              | Vincent Ansquer (1925–1987)       | 26 augustus 1976           | 30 maart 1977    | RPR            | Raymond Barre (1976–1981)             | Barre I                                                      |                                                   |
| Minister van Sociale Zaken             | Minister van Sociale Zaken   | Minister van Sociale Zaken        | Ambtstermijn               | Ambtstermijn     | Partij(en)     | Premier(s)                            | Kabinet(en)                                                  | Overige functie(s)                                |
|                                        | Simone Veil                  | Simone Veil (1927–2017)           | 30 maart 1977              | 4 juli 1979      | DVD            | Raymond Barre (1976–1981)             | Barre II                                                     | Minister van Volksgezondheid                      |
| Barre III                              | Simone Veil                  | Simone Veil (1927–2017)           | 30 maart 1977              | 4 juli 1979      | DVD            | Raymond Barre (1976–1981)             | Minister van Volksgezondheid / Minister van Gezin (1978–791) |                                                   |
| Barre III                              |                              | Jacques Barrot                    | Jacques Barrot (1937–2014) | 4 juli 1979      | 21 mei 1981    | Raymond Barre (1976–1981)             | UDF (CDS)                                                    | Minister van Volksgezondheid / Minister van Gezin |
|                                        | Nicole Questiaux             | Nicole Questiaux (1930)           | 21 mei 1981                | 29 juni 1982     | PS             | Pierre Mauroy (1981–1984)             | Mauroy I                                                     |                                                   |
| Mauroy II                              | Nicole Questiaux             | Nicole Questiaux (1930)           | 21 mei 1981                | 29 juni 1982     | PS             | Pierre Mauroy (1981–1984)             |                                                              |                                                   |
|                                        | Pierre Bérégovoy             | Pierre Bérégovoy (1925–1993)      | 29 juni 1982               | 17 juli 1984     | PS             | Pierre Mauroy (1981–1984)             | Minister van Arbeid en Werkgelegenheid                       |                                                   |
| Mauroy III                             | Pierre Bérégovoy             | Pierre Bérégovoy (1925–1993)      | 29 juni 1982               | 17 juli 1984     | PS             | Pierre Mauroy (1981–1984)             | Minister van Arbeid en Werkgelegenheid                       |                                                   |
|                                        | Georgina Dufoix              | Georgina Dufoix (1942)            | 17 juli 1984               | 20 maart 1986    | PS             | Laurent Fabius (1984–1986)            | Fabius                                                       |                                                   |
|                                        | Philippe Séguin              | Philippe Séguin (1943–2010)       | 20 maart 1986              | 10 mei 1988      | RPR            | Jacques Chirac (1986–1988)            | Chirac II                                                    | Minister van Arbeid en Werkgelegenheid            |
|                                        |                              | Michel Delebarre (1946–2022)      | 10 mei 1988                | 22 juni 1988     | PS             | Michel Rocard (1988–1991)             | Rocard I                                                     | Minister van Arbeid en Werkgelegenheid            |
|                                        | Claude Évin                  | Claude Évin (1949)                | 22 juni 1988               | 15 mei 1991      | PS             | Michel Rocard (1988–1991)             | Rocard II                                                    | Minister van Volksgezondheid                      |
|                                        | Jean-Louis Bianco            | Jean-Louis Bianco (1943)          | 15 mei 1991                | 2 april 1992     | PS             | Édith Cresson (1991–1992)             | Cresson                                                      | Minister voor Immigratie en Integratie            |
|                                        | René Teulade                 | René Teulade (1931–2014)          | 2 april 1992               | 29 maart 1993    | PS             | Pierre Bérégovoy (1992–1993)          | Bérégovoy                                                    | Minister voor Immigratie en Integratie            |
|                                        | Simone Veil                  | Simone Veil (1927–2017)           | 29 maart 1993              | 17 mei 1995      | DVD            | Édouard Balladur (1993–1995)          | Balladur                                                     | Minister van Staat                                |
| Minister van Volksgezondheid           | Simone Veil                  | Simone Veil (1927–2017)           | 29 maart 1993              | 17 mei 1995      | DVD            | Édouard Balladur (1993–1995)          | Balladur                                                     |                                                   |
| Minister voor Stedelijke Ontwikkeling  | Simone Veil                  | Simone Veil (1927–2017)           | 29 maart 1993              | 17 mei 1995      | DVD            | Édouard Balladur (1993–1995)          | Balladur                                                     |                                                   |
|                                        | Jacques Barrot               | Jacques Barrot (1937–2014)        | 17 mei 1995                | 3 juni 1997      | UDF            | Alain Juppé (1995–1997)               | Juppé I                                                      | Minister van Arbeid en Werkgelegenheid            |
| Juppé II                               | Jacques Barrot               | Jacques Barrot (1937–2014)        | 17 mei 1995                | 3 juni 1997      | UDF            | Alain Juppé (1995–1997)               |                                                              | Minister van Arbeid en Werkgelegenheid            |
|                                        | Martine Aubry                | Martine Aubry (1950)              | 3 juni 1997                | 18 oktober 2000  | PS             | Lionel Jospin (1997–2002)             | Jospin                                                       | Minister van Arbeid en Werkgelegenheid            |
|                                        | Élisabeth Guigou             | Élisabeth Guigou (1946)           | 18 oktober 2000            | 6 mei 2002       | PS             | Lionel Jospin (1997–2002)             | Jospin                                                       | Minister van Arbeid en Werkgelegenheid            |
|                                        | François Fillon              | François Fillon (1954)            | 6 mei 2002                 | 31 mei 2005      | RPR (2002)     | Jean-Pierre Raffarin (2002–2005)      | Raffarin I                                                   | Minister van Arbeid en Werkgelegenheid            |
| UMP (2002–05)                          | François Fillon              | François Fillon (1954)            | 6 mei 2002                 | 31 mei 2005      | Raffarin II    | Jean-Pierre Raffarin (2002–2005)      |                                                              | Minister van Arbeid en Werkgelegenheid            |
|                                        | Jean-Louis Borloo            | Jean-Louis Borloo (1951)          | 31 maart 2004              | 31 mei 2005      | PRV            | Jean-Pierre Raffarin (2002–2005)      | Raffarin III                                                 | Minister van Arbeid en Werkgelegenheid            |
|                                        | Xavier Bertrand              | Xavier Bertrand (1965)            | 31 mei 2005                | 27 maart 2007    | UMP            | Dominique de Villepin (2005–2007)     | de Villepin                                                  | Minister van Volksgezondheid                      |
|                                        | Philippe Bas                 | Philippe Bas (1958)               | 27 maart 2007              | 16 mei 2007      | UMP            | Dominique de Villepin (2005–2007)     | de Villepin                                                  | Minister van Volksgezondheid                      |
|                                        | Xavier Bertrand              | Xavier Bertrand (1965)            | 16 mei 2007                | 15 januari 2009  | UMP            | François Fillon (2007–2012)           | Fillon I                                                     | Minister van Arbeid en Werkgelegenheid            |
| Fillon II                              | Xavier Bertrand              | Xavier Bertrand (1965)            | 16 mei 2007                | 15 januari 2009  | UMP            | François Fillon (2007–2012)           |                                                              | Minister van Arbeid en Werkgelegenheid            |
|                                        | Brice Hortefeux              | Brice Hortefeux (1958)            | 15 januari 2009            | 23 juni 2009     | UMP            | François Fillon (2007–2012)           | Minister van Arbeid en Werkgelegenheid                       |                                                   |
|                                        | Xavier Darcos                | Xavier Darcos (1947)              | 23 juni 2009               | 22 maart 2010    | UMP            | François Fillon (2007–2012)           | Minister van Arbeid en Werkgelegenheid                       |                                                   |
|                                        | Eric Woerth                  | Eric Woerth (1956)                | 22 maart 2010              | 14 november 2010 | UMP            | François Fillon (2007–2012)           | Minister van Arbeid en Werkgelegenheid                       |                                                   |
|                                        | Roselyne Bachelot            | Roselyne Bachelot (1946)          | 14 november 2010           | 15 mei 2012      | UMP            | François Fillon (2007–2012)           | Fillon III                                                   |                                                   |
|                                        | Marisol Touraine             | Marisol Touraine (1959)           | 15 mei 2012                | 14 mei 2017      | PS             | Jean-Marc Ayrault (2012–2014)         | Ayrault I                                                    | Minister van Volksgezondheid                      |
| Ayrault II                             | Marisol Touraine             | Marisol Touraine (1959)           | 15 mei 2012                | 14 mei 2017      | PS             | Jean-Marc Ayrault (2012–2014)         |                                                              | Minister van Volksgezondheid                      |
| Manuel Valls (2014–2016)               | Marisol Touraine             | Marisol Touraine (1959)           | 15 mei 2012                | 14 mei 2017      | PS             | Valls I                               |                                                              | Minister van Volksgezondheid                      |
| Manuel Valls (2014–2016)               | Marisol Touraine             | Marisol Touraine (1959)           | 15 mei 2012                | 14 mei 2017      | PS             | Valls II                              |                                                              | Minister van Volksgezondheid                      |
| Bernard Cazeneuve (2016–2017)          | Marisol Touraine             | Marisol Touraine (1959)           | 15 mei 2012                | 14 mei 2017      | PS             | Cazeneuve                             |                                                              | Minister van Volksgezondheid                      |
|                                        | Agnès Buzyn                  | Agnès Buzyn (1962)                | 14 mei 2017                | 16 februari 2020 | DVG (2017)     | Édouard Philippe (2017–2020)          | Philippe I                                                   | Minister van Volksgezondheid                      |
| Philippe II                            | Agnès Buzyn                  | Agnès Buzyn (1962)                | 14 mei 2017                | 16 februari 2020 | DVG (2017)     | Édouard Philippe (2017–2020)          |                                                              | Minister van Volksgezondheid                      |
|                                        | Agnès Buzyn                  | Agnès Buzyn (1962)                | 14 mei 2017                | 16 februari 2020 | LREM (2017–20) | Édouard Philippe (2017–2020)          |                                                              | Minister van Volksgezondheid                      |
|                                        |                              | Olivier Véran (1980)              | 16 februari 2020           | 20 mei 2022      | LREM           | Édouard Philippe (2017–2020)          | Minister van Volksgezondheid                                 |                                                   |
| Jean Castex (2020–2022)                | Castex                       | Olivier Véran (1980)              | 16 februari 2020           | 20 mei 2022      | LREM           | Minister van Volksgezondheid          |                                                              |                                                   |
|                                        | Olivier Dussopt              | Damien Abad (1980)                | 20 mei 2022                | heden            | DVD            | Élisabeth Borne (2022–heden)          | Borne                                                        |                                                   |